# Keith Hamilton Basso
Keith Hamilton Basso (Asheville, Carolina del Nord, 15 de març de 1940 - Phoenix, Arizona, 4 d'agost de 2013) va ser un antropòleg cultural i lingüístic que destaca pel seu estudi dels apatxes occidentals, especialment els de la comunitat de Cibecue, Arizona. Basso va ser professor emèrit d'antropologia en la Universitat de Nou Mèxic i anteriorment va ensenyar en la Universitat d'Arizona i la Universitat Yale.
Després d'estudiar primer la cultura apatxe el 1959, Basso va completar una llicenciatura en la Universitat Harvard (BA, 1962) i va prendre el doctorat en la Universitat Stanford (Ph.D., 1967). Era el fill del novel·lista Hamilton Basso.
Basso va ser guardonat amb el Premi Victor Turner a l'escriptura etnogràfica el 1997 per la seva etnografia, Wisdom Sits in Places: Landscape and Language Among the Western Apache. El seu treball també va guanyar el 1996 el premi Western States Book en no ficció creativa. Va morir de càncer el 4 d'agost de 2013, a l'edat de 73 anys, a Phoenix, Arizona.

## Obres
Llista no exhaustiva:
- Heavy with Hatred: An Ethnographic Study of Western Apache Witchcraft (Ph.D. thesis, Stanford University, 1967)
- Western Apache Witchcraft (1969)
- The Cibecue Apache (1970, 1986)
- Apachean Culture History and Ethnology, ed. Basso, Keith H, and Opler, Morris E. (1971)
- Goodwin, Greenville (compiler). Basso, Keith H. Western Apache Raiding and Warfare.  Tucson, Arizona: University of Arizona Press, 1971. LCCN 73-142255.
- Meaning in Anthropology, ed. Basso, Keith H, and Selby, Henry A. (1976)
- Portraits of 'the Whiteman': Linguistic Play and Cultural Symbols among the Western Apache (1979)
- Western Apache Language and Culture: Essays in Linguistic Anthropology (1992)
- Wisdom Sits in Places: Landscape and Language among the Western Apache (1996)
- Senses of Place, ed. Keith H. Basso and Steven Feld (1996)
- Don't Let the Sun Step Over You: A White Mountain Apache Family Life, 1860–1975 (2004), an oral history with Eva Tulene Watt